# Lance Guest
Lance R. Guest (Saratoga, California, 21 de julio de 1960) es un actor de cine y televisión.

## Biografía
A temprana edad, Lance Guest desarrolló un profundo interés en la actuación cuando aún cursaba noveno grado en el Saratoga High School. Se especializó en teatro mientras asistía a la UCLA.
Como actor protagonizó numerosas películas, entre ellas un papel como Jimmy junto a la actriz Jamie Lee Curtis en Halloween II. También protagonizó Neil Simon's I Ought to Be in Pictures. Su papel más notable fue en 1984 en la película de ciencia ficción The Last Starfighter como Alex Rogan y como Beta, un robot enviado para reemplzar a Alex mientras se encontraba en el espacio. En 1987 actuó en Jaws: The Revenge como Michael Brody. En el 2000, interpretó a Cosmo Cola en Stepsister from Planet Weird. En el 2001, interpretó a Hugo Archibald en The Jennie Project, en ese mismo año apareció en Mach 2.
Tuvo papeles protagónicos en televisión, donde actuó en Lou Grant de 1981 a 1982 y Knots Landing en 1991. También ha sido actor invitado en St. Elsewhere, The Wonder Years, Party of Five, JAG, NYPD Blue, The X-Files, Becker, Life Goes On, House y Jericho.
Lance actuó en Broadway como Johnny Cash en el musical de El cuarteto del millón de dólares, una representación ficticia de un momento único en la historia de la música: la primera y única vez en que Carl Perkins, Jerry Lee Lewis, Johnny Cash y Elvis Presley estarían juntos en un estudio de grabación.